# Karl Kubicki
Karl Kubicki (* 13. September 1824 in Posen; † 3. Dezember 1902) war Kaufmann und Mitglied des Deutschen Reichstags.

## Leben
Kubicki besuchte das Marien-Gymnasium in Posen und studierte Rechtswissenschaften in Bonn und Breslau. Er quittierte den Staatsdienst als Appellations-Gerichtsreferendar beim Zivilsenat Posen, um eine Stellung als Generalbevollmächtigter einer großen Gutsherrschaft zu übernehmen. Das eigene Gut Sarbinowo bei Znin verkaufte er und übernahm ein Handelsgeschäft (Kolonial- und Eisenhandlung) in Schroda.
Von 1893 bis 1898 war er Mitglied des Deutschen Reichstags für den Wahlkreis Regierungsbezirk Posen 7 (Schrimm, Schroda) und die Polnische Fraktion.